# Культ предков в марийской мифологии
Культ предков (луговомар. Тошто еҥ, Тошто марий — «старый человек, старые люди») — поклонение умершим прародителям и сородичам, вера в покровительство умерших предков живым родственникам, умилостивительные обряды, совершаемые в честь предков членами семьи или родственного коллектива.
Культ предков зародился в условиях патриархально-родового строя. Основываясь на вере в душу умершего, опираясь на авторитет и патриархальную власть родовых старейшин, он освящал существовавшие отношения в семейно-родовом коллективе, укреплял его единство. Важное место в культовой практике марийцев занимало почитание умерших, якобы продолжающих жить в потустороннем мире под наблюдением и руководством владыки загробного мира Киямат Тора и его помощников — Савус (управителя) и Капка Орол (охранника ворот).
Умершие, в зависимости от образа жизни на земле, могли попасть в светлый (праведные люди) или тёмный (злые колдуны, воры, преступники и др.) мир. Они, по мнению верующих, в то же время не прерывали связь с родственниками, периодически навещали их и могли оказывать содействие или же, наоборот, в случае невнимания к ним — нанести вред.
В честь каждого умершего человека проводили поминки на 3-й, 7-й, 40-й день. На 40-й день вместо умершего его роль играл заместитель (Вургем Чийше), который на прощание исполнял любимую песню покойного, давал наказы своим родным. Считалось, что ежегодно в предпасхальную среду и Семык умершие посещали родственников, поэтому в честь них проводились семейно-родственные поминки.
Предки обладали способностью регулировать семейные, общинные отношения, налаживать контакты с духами и божествами, помогать людям в хозяйственных делах. Каждый человек, в зависимости от возраста, близости к предкам, имел строго определённое иерархическое положение в обществе. Мужчины преклонного возраста как реальные заместители предков на земле пользовались наибольшим уважением и почётом. Молодые же обязаны были почитать старших, учиться у них житейскому опыту. Под влиянием этих представлений получали освящение существующие в обществе обычно-правовые нормы, моральные установки, правила поведения, этикет.